# Light in the Piazza
Light in the Piazza is een Amerikaanse romantische dramafilm in Cinemascope uit 1962 onder regie van Guy Green. De film is gebaseerd op de roman The Light in the Piazza uit 1960 van Elizabeth Spencer en werd destijds in Nederland uitgebracht onder de titel Licht op de piazza.

## Verhaal
De Amerikaanse socialite Meg Johnson is samen met haar 26-jarige dochter Clara op vakantie in Florence. Ondanks haar verschijning van een attractieve volwassen vrouw, heeft Clara de geestelijke ontwikkeling van een klein kind: op tienjarige leeftijd werd ze namelijk door een pony tegen het hoofd getrapt en sindsdien staat haar geestelijke ontwikkeling stil. Tegen de kleurrijke achtergrond van het zonnige Florence ontwikkelt zich een romance tussen een Italiaanse beau-garçon en het meisje: ze wordt hardnekkig het hof gemaakt door de jonge charmeur Fabrizio Naccarelli. Meg probeert Fabrizio te waarschuwen over Clara's verstandelijke beperking, maar vindt niet het juiste moment hiervoor. Ondertussen wordt het jonge koppel steeds meer verliefd op elkaar.
Uit angst dat haar dochters hart wordt gebroken, doet Meg haar uiterste best om het tweetal uit elkaar te drijven. Zo neemt ze haar dochter mee op reis naar Rome, maar daar is Clara ontroostbaar. Uit wanhoop nodigt Meg haar echtgenoot Noel uit om naar Rome te komen om de situatie te bespreken. Hij vertelt haar over zijn plannen om Clara naar een verzorgingshuis te sturen. Meg walgt van dit idee en na een meningsverschil stuurt ze hem terug naar de Verenigde Staten. Langzamerhand realiseert Meg zich dat Clara het gelukkigst is met Fabrizio en keurt een huwelijk tussen het duo goed. 

## Rolverdeling
| Acteur              | Personage           |
| ------------------- | ------------------- |
| Olivia de Havilland | Meg Johnson         |
| Rossano Brazzi      | Signor Naccarelli   |
| Yvette Mimieux      | Clara Johnson       |
| George Hamilton     | Fabrizio Naccarelli |
| Barry Sullivan      | Noel Johnson        |
| Isabel Dean         | Miss Hawtree        |
| Nancy Nevinson      | Signora Naccarelli  |
| Moultrie Kelsall    | De Minister         |

## Productie
De draaiperiode begon in mei 1961. De film werd grotendeels opgenomen in Rome en Florence, met enkele binnenopnames in een filmstudio in Engeland. De crew werkte nauw samen met de lokale overheden in Italië en genoten zodoende van verscheidene privileges: zo kregen ze goedkeuring om te filmen in Uffizi en werd het hectische verkeer in Rome drie dagen omgeleid zodat er kon worden gedraaid.
Aanvankelijk werd Dolores Hart getest voor de rol van Clara; regisseur Guy Green was niet tevreden met Yvette Mimieux, maar veranderde van gedachten nadat hij haar chemie met tegenspeler George Hamilton observeerde.

## Ontvangst
Hoewel de film positief werd ontvangen in de Verenigde Staten, kreeg hij overwegend negatieve recensies van de Nederlandse pers. Recensent van De Tijd noemde het een "larmoyante brok Amerikaanse Europa-romantiek" met een "onwaarschijnlijk" en "belachelijk verhaaltje". Ook criticus van Het Parool schreef een verwoestende recensie': "We [moeten] anderhalf uur lang aankijken tegen een zó onbenullig en vooral slecht bij elkaar geacteerd verhaal, dat niemand die zelf nog goed bij zinnen is er ook maar in zou willen geloven. Olivia de Havilland - voorheen toch tenminste een actrice van allure - is in deze bespottelijke historie de moeder, die eigenlijk veel achterlijker lijkt dan haar dochter moet pretenderen te wezen. De gladde Rossano Brazzi mag ten overvloede precies het soort Italiaan zijn zoals de Amerikanen zich kennelijk altijd voorstellen dat Italianen zijn. Een horreur; de film."
Recensent van De Telegraaf was positiever gezind dan de bovengenoemde critici en schreef dat regisseur Guy Green "een wat clichématige maar desalniettemin amusante film [heeft] gemaakt, die dankzij goed spel van moeder en dochter enigszins niveau houdt." Criticus van het Algemeen Handelsblad uitte twijfels over hoe het scenario omgaat met personages met een verstandelijke beperking, maar schreef dat het "adequaat verfilmd" is.

## Prijzen en nominaties
| Jaar | Prijs                       | Categorie                 | Genomineerde(n) | Uitslag     |
| ---- | --------------------------- | ------------------------- | --------------- | ----------- |
| 1963 | British Academy Film Awards | Beste Buitenlandse Acteur | George Hamilton | Genomineerd |